# Supercoppa italiana di Serie A3 2023
La Supercoppa italiana di Serie A3 2023 si è svolta l'8 aprile 2023: al torneo hanno partecipato due squadre di club italiane e la vittoria finale è andata per la prima volta al Pineto.

## Regolamento
Le squadre hanno disputato una gara unica.

## Squadre partecipanti
| Squadra     | Qualificazione                                                                                    |
| ----------- | ------------------------------------------------------------------------------------------------- |
| Pineto      | Vincitore Coppa Italia di Serie A3 2022-23                                                        |
| Virtus Fano | Squadra con il maggior numero di punti al termine della regular season del campionato di Serie A3 |

## Torneo
| 8 aprile 2023 PalaAllende, Fano Durata: 2h:01- Spettatori: 703 | Virtus Fano | 1 - 3 | Pineto | 20-25, 20-25, 25-19, 19-25 |